# Abonnema
Abonnema, à l'origine connue sous le nom de Nyemoni (qui signifie "convoiter le vôtre" dans le dialecte Kalabari de la langue Ijaw), est une grande ville du royaume Kalabari fondé en 1882. Le territoire a été découvert par une expédition de pirogues de guerre menée par onze chefferies de la cité-état Elem Kalabari.

## Histoire
En 1882 Abonnemma fut fondée par onze chef, nommés :
- Bobmanuel - Chef du Groupe de Maisons Manuel
- Young Briggs - Chef en chef du groupe de maisons Briggs
- Akpana Georgewill - Chef en chef du groupe de maisons Otaji
- Kala-Dokubo - Chef en chef du groupe de maisons Jack
- Granville Don Pedro
- Douglas Manuel
- Black Duke
- Bestman Briggs
- Young Jack
- Young Don Pedro
- Member Briggs

Les chefferies Briggs naviguaient en groupe et ont débarqué ensemble, les autres chefs naviguaient séparément et ont accosté à des moments différents. Le chef Bobmanuel a été choisi comme Chairman et Amadabo comme 'Stool', titre royal changé en Amanyanabo à la suite de la reconnaissance par le gouvernement de l'État de Rivers. En l'absence du chef Bobmanuel, titulaire du 'Stool' Owukori, le suivant dans la hiérarchie est l'Amanyanabo sur la base de la reconnaissance séculaire du primus inter pares.
Le chef Disreal Gbobo Bob-Manuel, Owukori IX est l'actuel Amanyanabo d'Abonnema.

## Abonnema de nos jours
Grandissant pendant l'ère colonial Abonnema devînt un port maritime Nigérian majeur. Elle accueillait de nombreuses entreprises européennes. L'une de ces sociétés était la Compagnie Royale du Niger, qui est ensuite devenu UAC (United Africa Company, en Anglais) .
Abonnema est le siège de la zone de gouvernement local d'Akuku-Toru de l'État de Rivers au Nigeria.

## Personnalités d'Abonnema
Chef Disreal Gbobo Bob-Manuel, Owukori IX, Avocat, Amayanabo d'Abonnnema
- Henry Odein Ajumogobia, ministre fédéral du Nigeria
- Tammy Danagogo, Centre de traitement électronique De-Général
- A. Igoni Barrett, écrivain
- O.B. Lulu Briggs, philanthrope, homme d'État et magnat des affaires[2]
- Nimi Briggs, universitaire
- Professeur Angela Ine Frank Briggs, Neurologue pour enfants et universitaire.
- Roseberry Briggs, homme politique
- Disreal Bobmanuel, roi d'Abonnema[3]
- Patrick Dele Cole, ambassadeur au Brésil[4]
- Dumo Lulu-Briggs, magnat des affaires, philanthrope et homme politique[5],[6]
- Tonye Cole, magnat des affaires et homme politique
- Reynolds Bekinbo Dagogo-Jack, homme politique
- Sumner Dagogo-Jack
- Rowland Sekibo, homme politique et philanthrope
- Professeur. Raphaël S. Oruamabo. Pédiatre et universitaire
- Agbani Darego, premier Africain d'origine à remporter Miss Monde
- Ibife Alufohai, gagnante, Miss Valentine International 2010 et fondatrice de Miss Polo International
- Alabo Graham-Douglas, homme politique
- Bikiya Graham-Douglas
- Nabo Graham-Douglas, SAN, procureur général fédéral et commissaire à la justice
- Adolphus Godwin Karibi- Whyte, JSC, CON, CFR, juge à la Cour suprême du Nigeria (1984-2002) et juge des Nations Unies (Cour pénale internationale – Tribunal pénal international pour l'ex-Yougoslavie – 1993-1998